# 希拉蒂亞·達薩馬
希拉蒂亞·達薩馬（英語：Shiladitya DasSarma，1957年11月11日—）是一名印度裔美國分子生物學家，因其對嗜鹵和嗜極微生物生物學的貢獻而知名。他是馬里蘭大學巴爾的摩分校的教授。他擁有印第安納大學布盧明頓分校化學學士學位和麻省理工學院生物化學博士學位。在擔任教職之前，他曾在麻省總醫院、哈佛醫學院和巴黎巴斯德研究院從事研究工作。
達薩馬曾在麻薩諸塞大學阿默斯特分校（1986年—2001年）、馬里蘭大學生物技術研究所（2001年—2010年）和馬里蘭大學醫學院海洋與環境技術研究所（2010年—至今）任教。他是分子遺傳學、基因組學和生物資訊學的研究員和教師，也是本科生、研究生、博士後和青年教師的導師。他在嗜鹽生物和嗜極生物研究領域的奠基作用廣為人知。

## 研究工作

### 嗜鹽生物
1980年代，達薩馬在麻省理工學院與哈爾·葛賓·科拉納和烏塔姆·L·拉吉班達里（Uttam L. RajBhandary）一起攻讀研究生期間，發現嗜鹽古細菌中的移動遺傳因子。他也發現古細菌的轉錄啟動子與普通細菌的轉錄啟動子不同，這有助於人們接受卡爾·烏斯所提出的三域演化觀點。
1990年代，他組織並領導團隊破解第一個嗜鹽微生物--鹽桿菌NRC-1的基因組序列和遺傳密碼。這項工作表明，它的蛋白質具有很強的酸性，讓人們了解到蛋白質在高鹽度和低水活性條件下是如何發揮作用的。基因組序列發現了古細菌與高等真核生物的相似之處以及與細菌的不同之處，從而進一步確定古細菌的有效性。
2000年代後期，他的工作也表明某些基因是透過水平基因轉移獲得的，例如有氧呼吸基因。他實驗室的後基因組研究確定了嗜鹽古細菌的核心蛋白質和特徵蛋白，以及許多基因和遺傳因子的功能，包括多個複製起源、一般轉錄因子和DNA修復系統。

### 天體生物學
2010年代，達薩瑪對南極嗜鹽微生物Halorubrum lacusprofundi的研究進一步加深人們對高鹽度和低溫條件下蛋白質功能的理解。這些研究可以解釋生命如何適應新環境，包括地外環境。
他提出最初在嗜鹽古細菌中發現的視黃醛色素可能早於早期地球的葉綠素色素，並將其命名為「紫色地球假說」。這項提議為遠端探測生命提供了一個潛在的新生命印跡。

### 生物技術
達薩馬的實驗室在研究Halobacterium sp. NRC-1中的浮力氣囊奈米顆粒 (GVNPs) 方面發揮重要作用，並開發了一種表達系統，用於生物工程GVNPs的生物技術應用。這些奈米粒子可能是抗原遞送、疫苗開發及其他生物醫學和環境應用的寶貴平台。

## 外部連結
- Halophiles Manual Cold Spring Harbor http://www.worldcat.org/title/halophiles/oclc/33850503
- Halophiles, eLS http://www.els.net/WileyCDA/ElsArticle/refId-a0000394.html （页面存档备份，存于）
- CBS Story http://baltimore.cbslocal.com/2013/03/14/researchers-study-survival-secrets-of-mars/ （页面存档备份，存于）
- Baltimore Sun Story http://www.baltimoresun.com/health/maryland-health/bs-hs-salt-vaccine-20120621-story.html （页面存档备份，存于）
- Haloarchaeal Genomes Website http://halo.umbc.edu/ （页面存档备份，存于）